# هالفاس

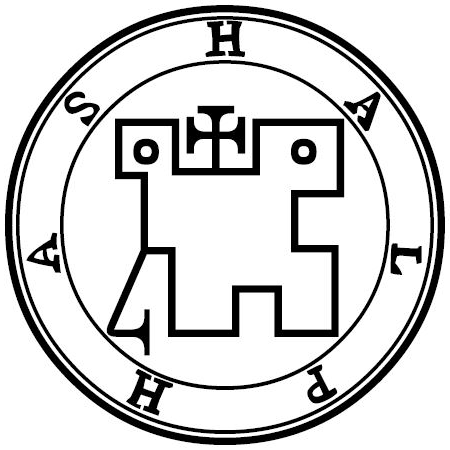
سیگیل هالفاس در کلید کوچکتر سلیمان

در دیوشناسی هالفاس (به انگلیسی: Halphas؛ هم‌چنین نوشته‌شده مانند Malthas ) یک ارل در دوزخ، سی و هشتمین شیطان نام‌برده شده در کلید کوچکتر سلیمان و چهل و سومین در کتاب جادو Pseudomonarchia Daemonum است.
اکثر نسخه‌های خطی کتاب‌های جادو هالفاس را یک کبوتر کوهپایه با صدایی خشن و دارای دیسفونی توصیف کرده‌اند. اگرچه در کتاب جادو Dictionnaire Infernal او همانند یک لک‌لک توصیف شده‌است، که به رساندن مهمات و اسلحه به برج‌های نظامی و فرستادن مردان به نبرد و جنگ کمک می‌کند. هالفاس فرماندهی بیست و شش لژیون شیاطین را در دوزخ بر عهده دارد.
هالفاس متضاد فرشته شمهمفوراش محسوب می‌شود.